# TOCA 2 Touring Cars
TOCA 2: Touring Cars (TOCA 2: Touring Car Challenge en Norteamérica) es un videojuego de carreras desarrollado y publicado por Codemasters para PlayStation y Microsoft Windows. Es el segundo juego de la serie TOCA, basado en la temporada de 1998 del Campeonato Británico de Turismos. Principalmente una actualización anual de la franquicia de autos y pistas, el juego agregó gráficos más detallados, física, modos multijugador y otras características menores. Se agregaron pistas realistas y también llegaron carreras de apoyo como Ford Fiestas, Formula Ford y otras. También se mejoró el nivel de daño posible del automóvil durante una carrera, lo que fue un punto de venta importante en comparación con "Gran Turismo", que no tenía un modelo de daño en ese momento.

## Jugabilidad
Los modos de juego incluyen carreras de apoyo como la Fórmula Ford y los campeonatos Ford Fiesta, un modo de pista de prueba en el que el jugador prueba cualquier automóvil en ciertas variaciones de la pista de prueba, un modo de campeonato que depende de la duración con la dificultad seleccionada, un La característica nueva del juego es que los autos de apoyo se pueden elegir con el color que prefiera el jugador. El modo multijugador (conocido como Linkup Game) permite que dos o más jugadores compitan en cualquier circuito y también en el modo Campeonato. Se incluye un modo de desafío para ver qué tan rápido el jugador puede llegar a los puntos de control en un tiempo limitado. El modo de carrera única le permite al jugador seleccionar la pista en la que correr, así como las condiciones climáticas, las vueltas recorridas y la asignación de autos de computadora para uno o más jugadores.
Los coches estándar presentados son el Audi A4, Ford Mondeo, Honda Accord, Nissan Primera, Peugeot 406, Renault Laguna, Opel Vectra y Volvo S40. Los autos de apoyo son el AC Superblower, Ford Fiesta, Formula Ford, Grinnall Scorpion, Jaguar XJ220, Lister Tormenta y TVR Speed 12.

## Otra información
Al igual que en el primer juego, una vez que los jugadores seleccionan un coche, reemplazan a un conductor y se asocian con el otro conductor, pero a diferencia del primer juego "TOCA", esta vez reemplazan al segundo conductor del equipo, no al primero.
TOCA 2 se destaca por ser uno de los cuatro únicos juegos de PlayStation (los otros son Wipeout 3: Special Edition, Ridge Racer Escriba 4 y Andretti Racing) para presentar un modo de cuatro jugadores usando el cable de enlace de PlayStation y la pantalla dividida al mismo tiempo, es decir, cuatro jugadores compiten contra cada uno otro simultáneamente usando dos consolas PlayStation, con dos jugadores por consola y conectado a dos televisores.
Todas las pistas utilizadas en los diversos campeonatos, incluido el campeonato principal de la BTCC, son pistas de carreras reales en Gran Bretaña. Estos son los siguientes:
Thruxton; Silverstone; Parque Donington; Brands Hatch; Parque de Oulton; Croft; Snetterton; y Knockhill.
Hay pistas adicionales y autos a los que se puede acceder a través del modo campeonato.
TOCA 2 para Windows también tiene la capacidad de importar máscaras para cada automóvil. Se pueden editar con cualquier programa de pintura/dibujo.
La música de fondo del menú principal presenta "Retro" y el video de apertura "Soundclash" de E-Z Rollers. Otras versiones presentan "Sole Sentiment" de Ratman en la introducción de apertura.

## Recepción
El juego recibió críticas "favorables" en ambas plataformas según el agregador de reseñas GameRankings. Official UK PlayStation Magazine dijo que la versión de PlayStation era una mejora del juego original, con muchas pistas, pero que "los autos nuevos se sentían añadidos". Rick Sánchez de NextGen dijo de la misma versión de consola: "Sin dudas, TOCA 2 [es] uno de los mejores simuladores de turismos disponibles, y uno de los mejores nuevos juegos de conducción para PlayStation".
La versión para PC fue nominada para el premio de PC PowerPlay a "Mejor conducción/carreras", que fue para Grand Theft Auto 2.